# Симойнс, Рене
Рене Родригес Симойнс (порт. René Rodrigues Simões; 17 декабря 1952, Рио-де-Жанейро, Бразилия) — бразильский футбольный тренер.

## Биография
Свою игровую карьеру Симойнс был вынужден закончить из-за травмы в 20 лет. После этого он занялся тренерской деятельностью. Возглавлял юношеские и молодёжные бразильские команды. На несколько лет уезжал в Катар. В 1988 году возглавил молодёжную сборную Бразилии. Симойнс привел её к победе на молодёжном Чемпионате Южной Америки. Затем специалист снова уехал в Катар, где выиграл титул чемпионат страны.
С 1994 по 2000 годы Симойнс возглавлял сборную Ямайки. Под его руководством ямайские футболисты в первый и последний раз в своей истории пробились на чемпионат мира 1998 года, где в групповом этапе сумели одолеть сборную Японии.
В 2004 году специалист руководил женской сборной Бразилии на летних Олимпийских играх в Афинах. На них бразильянки завоевали серебряные медали.
В 2006 году вместе с молодёжной сборной Ирана Симойнс завоевал бронзовые медали на чемпионате Азии среди игроков не старше 23 лет.
В 2009 году Симойнс со сборной Коста-Рики был близок к выходу на чемпионат мира по футболу 2010 года. Однако в стыковых матчах "тикос" в равной борьбе уступил будущему бронзовому призёру мирового первенства команде Уругвая. Помимо этого бразильский специалист возглавлял сборные Тринидада и Тобаго и Гондураса, а также множество бразильских клубов.
Некоторое время Симойнс проработал в Европе.